# Agrilus albomarginatus
Agrilus albomarginatus es una especie de insecto del género Agrilus, familia Buprestidae, orden Coleoptera.
Fue descrita científicamente por Fiori, 1906.